# Jean-Marie Collot d'Herbois
Jean-Marie Collot d’Herbois (19. červen 1749 Paříž – 8. června 1796 Cayenne, Francouzská Guyana) byl francouzský herec, dramatik, esejista a politik v období Velké francouzské revoluce.

## Životopis
Narodil se roku 1749 v Paříži, ještě jako dítě však opustil domov a přidal se k pouličnímu kočovnému divadlu. Jeho úspěšná herecká kariéra vyvrcholila roku 1784, kdy se stal ředitelem ženevského divadla, a roku 1787 lyonského divadla. Po vypuknutí Velké francouzské evoluce odešel do Paříže, kde se dostal do středu revolučního dění. Roku 1792 byl zvolen do Národního konventu a přidal se k montagnardům. Stal se společně s Jacquesem Billaudem-Varennem jedním z nejradikálnějších mužů revoluce, propagoval rovnostářské myšlenky a podporoval teror. Roku 1793 se podílel na svržení girondistů, následně byl zvolen předsedou konventu a generálním sekretářem ve výboru pro veřejnou bezpečnost. Téhož roku byl vyslán do Lyonu, aby potlačil místní povstání. Společně s Josephem Fouchém byl zde zodpovědný za krvavé a brutální lyonské masakry. Následně se podílel na Robespierrově jakobínském teroru v roce 1794. I přesto, že se zúčastnil thermidorského převratu, byl zatčen a roku 1795 společně s Billaudem-Varennem a dalšími radikály převezen do vyhnanství na Francouzskou Guyanu, kde roku 1796 zemřel na žlutou zimnici.